# (1137) Raïssa
(1137) Raïssa – planetoida z pasa głównego asteroid okrążająca Słońce w ciągu 3 lat i 283 dni w średniej odległości 2,42 au. Została odkryta 27 października 1929 roku w Obserwatorium Simejiz na górze Koszka na Półwyspie Krymskim przez Grigorija Nieujmina. Nazwa planetoidy pochodzi od Raisy Izrailewny Masejewej (1900–1930), pracownicy naukowej z Obserwatorium w Pułkowie. Przed nadaniem nazwy planetoida nosiła oznaczenie tymczasowe (1137) 1929 WB.